# 마스터 정리
알고리즘 분석에서 The Master Method(마스터 방법, 만능 방법), Master Theorem(마스터 정리)는 재귀 관계식으로 표현한 알고리즘의 동작 시간을 점근적으로 계산하여 간단하게 계산하는 방법이다.
잘 알려진 알고리즘 교과서 Introduction to Algorithms의 4.3절과 4.4절, 4.5절에 설명되어 유명해졌으나, 이 방법이 모든 재귀 관계식을 풀 수 있는 건 아니다.
다음과 같은 관계식이 주어졌다고 하자.
{\displaystyle T(n)={\begin{cases}\Theta (1)&\mathrm {if} \quad n=1\\aT(n/b)+f(n)&\mathrm {otherwise} \end{cases}}}
여기서 {\displaystyle \scriptstyle a\geq 1,b>1}이고 {\displaystyle f(n)}은 점근적으로 양수 함수값을 가지는 함수이다. 이때 다음과 같은 경우에 대해 점근적 수행 시간을 계산할 수 있다.
1. 만약 어떤 상수 {\displaystyle \scriptstyle \epsilon >0}에 대해 {\displaystyle \scriptstyle f(n)\in O\left(n^{\log _{b}a-\epsilon }\right)}이면, {\displaystyle \scriptstyle T(n)\in \Theta \left(n^{\log _{b}a}\right)}이다.
2. 만약 {\displaystyle \scriptstyle f(n)\in \Theta \left(n^{\log _{b}a}\right)}이면, {\displaystyle \scriptstyle T(n)\in \Theta \left(n^{\log _{b}a}\log {n}\right)}이다.
3. 만약 어떤 상수 {\displaystyle \scriptstyle \epsilon >0}에 대해 {\displaystyle \scriptstyle f(n)\in \Omega \left(n^{\log _{b}a+\epsilon }\right)}이고, {\displaystyle c<1}과 충분히 큰 {\displaystyle n}에 대해 {\displaystyle \scriptstyle af\left({\frac {n}{b}}\right)\leq cf(n)}이 성립하면, {\displaystyle \scriptstyle T(n)\in \Theta (f(n))}이다.